# Kevin De Bruyne
Kevin De Bruyne (Drongen, 28 de junio de 1991) es un futbolista belga que juega de centrocampista en la S. S. C. Napoli de la Serie A de Italia.
Globalmente considerado como un jugador «completo» por su excelente capacidad de pase, regate y disparo, se ha establecido como uno de los mejores jugadores del mundo, de la Premier League, así como también uno de los mejores jugadores de la historia de Bélgica.
En 2012 fichó por el Chelsea, donde apenas tuvo minutos, y fue cedido al Werder Bremen de la Bundesliga. En 2014 fue transferido por 18 millones de libras al Wolfsburgo, donde se convirtió en uno de los mejores jugadores de la liga de Alemania, siendo vital para ganar la Copa de Alemania 2014-15. En el verano de 2015, De Bruyne fue fichado por el Manchester City por una suma récord de 54 millones de libras. Desde entonces, De Bruyne ganó seis Premier League, cinco Copas de la Liga y dos FA Cup con el club. En la temporada 2017-18 fue una pieza clave en la temporada récord de los citizens, que superaron la marca de los 100 puntos en la liga, siendo el único equipo en la historia de la Premier en lograrlo. En la temporada 2019-20 rompió el récord de asistencias en la competición y fue elegido el mejor jugador de la temporada (volviéndola a ganar en la temporada 2021-22).
Con la selección de Bélgica, De Bruyne debutó el 11 de agosto de 2010, y desde entonces suma 110 partidos y 30 goles. Participó en las dos escuadras belgas que alcanzaron los cuartos de final en la Copa Mundial de Brasil 2014 y la Eurocopa 2016. Fue clave en la histórica tercera posición en la Copa Mundial de Rusia 2018, en la que Bélgica derrotó a Inglaterra en el tercer puesto, y fue nombrado en el 11 Ideal del Mundial.
Fue incluido en el XI ideal Masculino del Año de la IFFHS cuatro veces, en el Equipo del Año de la UEFA tres veces, en el Equipo de la Temporada de la Champions League cinco veces, en el World XI de la revista France Football, y en el Equipo del Año de la Bundesliga. Ha ganado los premios al mejor creador de juego del mundo de la IFFHS tres veces, mejor Constructor de Juego de la Premier League dos veces, el Jugador de la Temporada del Manchester City cuatro veces, el Centrocampista de la Temporada de la UEFA Champions League, el Jugador del Año de la PFA dos veces, el Jugador del Año de la Bundesliga, el Futbolista del Año en Alemania, y el Deportista Belga del Año.

## Trayectoria

### Inicios
Comenzó su carrera futbolística cuando se unió a un equipo de su natal Gante, el KVV Drongen. Luego, en 1999, se marchó al K. A. A. Gante, en donde permaneció durante seis años antes de ser traspasado al K. R. C. Genk en 2005.

### Genk
Se fue abriendo paso por las diferentes categorías inferiores del equipo, hasta que en la temporada 2008-09, de la mano del entrenador Pierre Denier, logró hacer su debut con el primer equipo del Genk, el cual fue el 9 de mayo de 2009 en la derrota por 3-0 ante el Royal Charleroi SC.
En la siguiente temporada, lograría disputar la fase previa de la recién creada UEFA Europa League ante el Lille Olympique de Francia, jugando ambos partidos, aunque el Genk sería eliminado por 6-3 en el global. Su primer gol en la liga sería el 7 de febrero de 2010 ante el Standard Lieja, en donde anotó el gol que le dio la victoria al Genk por 1-0. En total, Kevin finalizó la temporada 2009-10 con 35 encuentros de liga disputados y 3 goles anotados.
Antes del comienzo de la temporada 2010-11, varios equipos europeos trataron de contratarlo, recibiendo una oferta concreta del FC Twente, campeón de los Países Bajos en ese momento, pero el Genk pudo retenerlo por otra temporada más. En octubre de 2010, contrajo mononucleosis, lo que lo mantuvo fuera de las canchas durante dos meses. Kevin finalizó la temporada con 32 encuentros de liga disputados y 5 goles anotados, ayudando a su equipo a obtener el título de liga por tercera vez en su historia.

### Chelsea
El 31 de enero de 2012, en el último día de plazo de transferencia de invierno, el club de la Premier League inglesa Chelsea F. C. y Genk anunciaron la firma definitiva de De Bruyne, según se rumoreaba a cambio de 7 000 000 £. Firmó un contrato de cinco años y medio de duración en Stamford Bridge, pero se quedaría en Genk para el resto de la temporada 2011-12. De Bruyne dijo a la página web del club: Venir a un equipo como el Chelsea es un sueño, pero ahora tengo que trabajar duro para conseguir el nivel que es necesario. El 18 de julio de 2012, De Bruyne hizo su debut con el Chelsea en un partido amistoso contra el Seattle Sounders FC de la Major League Soccer (MLS) en la victoria por 4-2. De Bruyne también jugó la primera mitad contra el París Saint-Germain F. C. de la Ligue 1 francesa en el Yankee Stadium, Nueva York. Debutó en liga el 18 de agosto de 2013 en una victoria 2-0 contra el Hull City A. F. C., el 26 de agosto fue sancionado con una tarjeta amarilla en el empate 0-0 contra el Manchester United F. C., su último partido con el club fue el 17 de diciembre en copa de liga, en una derrota 2-1 en la prórroga contra el Sunderland A. F. C., solo terminó tres partidos, todos en copa, sin marcar ni un solo gol.

### Werder Bremen
Durante la temporada 2012-2013 jugó cedido en el Werder Bremen participando en 34 partidos (33 en Bundesliga y 1 en Copa de Alemania), anotando 10 goles y asistiendo 10 veces.

### Wolfsburgo
En el mercado de invierno de la temporada 2013-14 fichó por el VfL Wolfsburgo por la cantidad de 21 millones de euros. En dicha campaña explotaron sus grandes cualidades futbolísticas, lo cual generó interés de grandes clubes europeos de incluirlo en sus plantillas. En esta temporada logró ser el máximo asistente y lo nombraron mejor jugador de la 1. Bundesliga.

### Manchester City

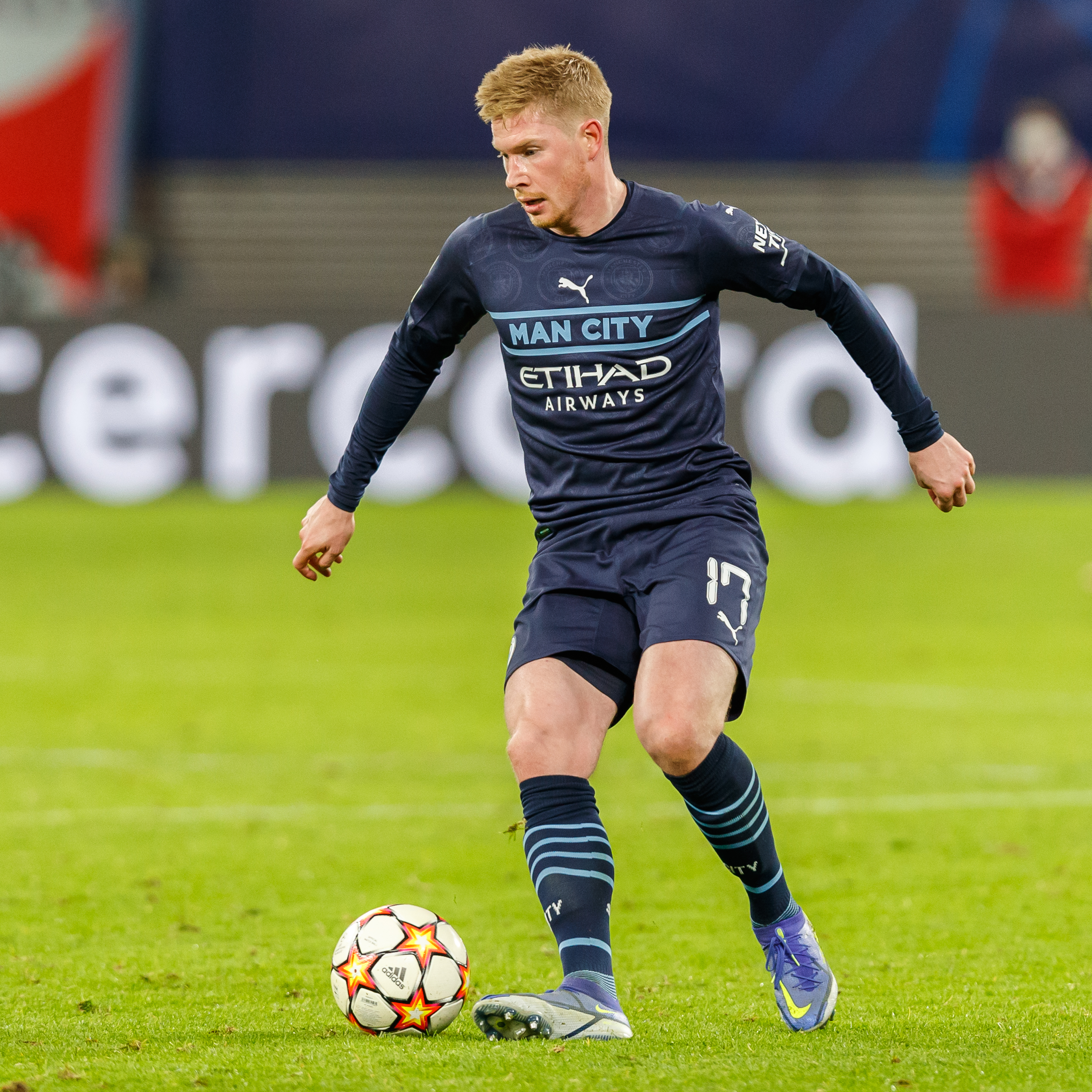
De Bruyne con el Manchester City en 2021.

En la temporada 2015-16, ficha por el Manchester City por 74 millones de euros. Debutaría el 12 de agosto de 2015 en un encuentro frente al Crystal Palace en la fecha 5 por la Premier League, un encuentro que fue sentenciado con un gol en el minuto 89 por el también debutante y canterano del Manchester City, Kelechi Iheanacho.
Posteriormente, se acopló rápidamente al equipo llegando a anotar en 3 partidos consecutivos: en la derrota por liga en la fecha 6 contra el West Ham por 1-2, en la 3.ª ronda de la Capital One Cup frente al Sunderland favorable a los celestes por 4-1 y en la fecha 7 de Premier en la derrota por 1-4 frente al Tottenham. Posteriormente, aportaría a la buena racha que seguiría a Manchester City que empezaría frente al Borussia Monchengladbach por Champions League en la fecha 2, donde los ciudadanos ganarían 2-1 en Alemania con un penal transformado en gol por Sergio Agüero en el minuto 90; luego en liga donde Manchester City aplastaría al Newcastle por 6-1. Donde el Kun Agüero anotaría 5 goles y Kevin De Bruyne anotaría con una fantástica volea el cuarto de los seis goles frente a las urracas; posteriormente ayudaría a su equipo a vencer a Bournemouth por 5-1 donde su compañero Raheem Sterling anotaría su primer triplete con el cuadro celeste, también fue importante en tercera jornada de la fase de Grupos en Champions League, donde en el minuto 90+2' anotaría el 2-1 definitivo frente al Sevilla español.
Posterior a este partido, se jugaría el clásico de Mánchester, donde ambos equipos empatarían a cero, después participaría en la goleada frente al Crystal Palace por 5-1 en la 4.ª ronda de la Capital One Cup anotando uno de los goles. Posteriormente la obtención de buenos resultados terminaría después de vencer al Norwich por 2-1 y Sevilla nuevamente en la 4.ª jornada de Champions League por 3-1, con un empate frente a Aston Villa a cero y derrota en contra frente a Liverpool por 1-4, donde nuevamente caerían frente a Juventus en Champions League por 0-1 en la 5.ª jornada de la fase de grupos. Después de este partido anotaría frente al Southampton y Hull City en las victorias de su equipo por 3-1 y 4-1 en Premier League y cuartos de final de la Capital One Cup respectivamente.
El 4 de abril de 2025, De Bruyne anunció mediante un comunicado en sus redes sociales su salida del Manchester City, club en el que jugó durante diez años. Su partida marcó el final de una década en la que se consolidó como una de las figuras más importantes en la historia del equipo y lo hará cuando finalice la temporada 2024-25 del fútbol inglés.
De Bruyne terminó su etapa en el City con 422 apariciones, 108 goles, 177 asistencias. Conquistó 5 Copas de la Liga inglesa (2015/16, 2017/18, 2018/19, 2019/20 y 2020/21), 6 Premier Leagues (2017/18, 2018/19, 2020/21, 2021/22, 2022/23 y 2023/24), 2 FA Cup (2018/19 y 2022/23), 2 Community Shields inglesas (2019 y 2024), 1 UEFA Community Shield (2023), 1 Champions League (2022/23) y 1 Mundial de Clubes (2023).

### Napoli
El Napoli anunció oficialmente el 12 de junio de 2025 que De Bruyne había firmado un contrato de dos años con el club, con opción a una renovación. De Bruyne se incorpora al Napoli con la libertad de fichar. El debut de Kevin De Bruyne con el Nápoles terminó en una inesperada derrota por 2-0 ante el Arezzo de Serie C en un amistoso de pretemporada. Partido amistoso celebrado el 22 de julio de 2025, disputado en la Trento. De Bruyne marcó sus dos primeros goles con el Napoli, marcó el segundo y el tercer gol en una victoria amistosa por 3-2 sobre el Girona el 9 de agosto de 2025 en el Estadio Castel di Sangro.

## Selección nacional

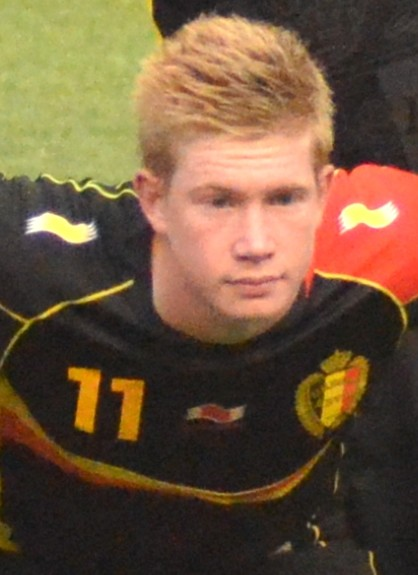
De Bruyne con en 2013, antes de disputar un encuentro contra.

Debutó con la selección de Bélgica el 11 de agosto de 2010 en un encuentro amistoso ante Finlandia, disputando el encuentro como titular, aunque fue sustituido al 46 por Christophe Lepoint. En dicho encuentro, Finlandia se llevó la victoria por 1-0.
El 13 de mayo de 2014 el entrenador de la selección belga, Marc Wilmots, lo incluyó en la lista preliminar de 24 jugadores convocados, cuatro de ellos guardametas, que iniciarán la preparación para la Copa Mundial de Fútbol de 2014. El 25 de mayo le fue asignado el número 7 para el torneo.
El 4 de junio de 2018 el seleccionador Roberto Martínez lo incluyó en la lista de 23 para el Mundial. El 6 de julio marcó el segundo gol de Bélgica en la victoria ante Brasil por 2-1, que significó el pase a las semifinales del torneo, instancia a la que los Diablos Rojos no llegaban desde México '86. El 14 de julio completó la cita mundialista obteniendo el tercer lugar al ganarle por 2-0 a Inglaterra.

### Participaciones en Copas del Mundo
| Mundial           | Sede   | Resultado        | Partidos | Goles |
| ----------------- | ------ | ---------------- | -------- | ----- |
| Copa Mundial 2014 | Brasil | Cuartos de final | 4        | 1     |
| Copa Mundial 2018 | Rusia  | Tercer puesto    | 6        | 1     |
| Copa Mundial 2022 | Catar  | Fase de grupos   | 3        | 0     |

### Participaciones en Eurocopas
| Copa          | Sede     | Resultado        | Partidos | Goles |
| ------------- | -------- | ---------------- | -------- | ----- |
| Eurocopa 2016 | Francia  | Cuartos de final | 5        | 0     |
| Eurocopa 2020 | Europa   | Cuartos de final | 4        | 1     |
| Eurocopa 2024 | Alemania | Octavos de final | 4        | 1     |

### Goles internacionales
| Núm. | Fecha                    | Lugar                                                 | Rival               | Gol | Resultado | Competición                             |  |
| ---- | ------------------------ | ----------------------------------------------------- | ------------------- | --- | --------- | --------------------------------------- |  |
| 1.   | 12 de octubre de 2012    | Estadio Rajko Mitić, Belgrado                         | Serbia              | 0-2 | 0-3       | Clasificación para el Mundial de 2014   |  |
| 2.   | 22 de marzo de 2013      | Toše Proeski Arena, Skopie                            | Macedonia del Norte | 0-1 | 0-2       | Clasificación para el Mundial de 2014   |  |
| 3.   | 7 de junio de 2013       | Estadio Rey Balduino, Bruselas                        | Serbia              | 1-0 | 2-1       | Clasificación para el Mundial de 2014   |  |
| 4.   | 15 de octubre de 2013    | Estadio Rey Balduino, Bruselas                        | Gales               | 1-0 | 1-1       | Clasificación para el Mundial de 2014   |  |
| 5.   | 26 de mayo de 2014       | Luminus Arena, Genk                                   | Luxemburgo          | 5-1 | 5-1       | Amistoso                                |  |
| 6.   | 1 de julio de 2014       | Itaipava Arena Fonte Nova, Salvador                   | Estados Unidos      | 1-0 | 2-1       | Copa Mundial 2014                       |  |
| 7.   | 10 de octubre de 2014    | Estadio Rey Balduino, Bruselas                        | Andorra             | 1-0 | 6-0       | Clasificación para la Eurocopa 2016     |  |
| 8.   | 10 de octubre de 2014    | Estadio Rey Balduino, Bruselas                        | Andorra             | 2–0 | 6-0       | Clasificación para la Eurocopa 2016     |  |
| 9.   | 3 de septiembre de 2015  | Estadio Rey Balduino, Bruselas                        | Países Bajos        | 2-1 | 3–1       | Clasificación para la Eurocopa 2016     |  |
| 10.  | 10 de octubre de 2015    | Estadio Comunal de Andorra la Vieja, Andorra la Vieja | Andorra             | 0-2 | 1-4       | Clasificación para la Eurocopa 2016     |  |
| 11.  | 13 de octubre de 2015    | Estadio Rey Balduino, Bruselas                        | Israel              | 2-0 | 3-1       | Clasificación para la Eurocopa 2016     |  |
| 12.  | 13 de noviembre de 2015  | Estadio Rey Balduino, Bruselas                        | Italia              | 2–1 | 3-1       | Amistoso                                |  |
| 13.  | 28 de mayo de 2016       | Stade de Genève, Lancy                                | Suiza               | 1-2 | 1-2       | Amistoso                                |  |
| 14.  | 27 de marzo de 2018      | Estadio Rey Balduino, Bruselas                        | Arabia Saudita      | 0-4 | 0-4       | Amistoso                                |  |
| 15   | 6 de julio de 2018       | Kazán Arena, Kazán                                    | Brasil              | 0-2 | 1-2       | Copa Mundial 2018                       |  |
| 16.  | 11 de junio de 2019      | Estadio Rey Balduino, Bruselas                        | Escocia             | 3-0 | 3-0       | Clasificación para la Eurocopa 2020     |  |
| 17.  | 9 de septiembre de 2019  | Hampden Park,Glasgow                                  | Escocia             | 0-4 | 0-4       | Clasificación para la Eurocopa 2020     |  |
| 18.  | 19 de noviembre de 2019  | Estadio Rey Balduino, Bruselas                        | Chipre              | 2-1 | 6-1       | Clasificación para la Eurocopa 2020     |  |
| 19.  | 19 de noviembre de 2019  | Estadio Rey Balduino, Bruselas                        | Chipre              | 3-1 | 6-1       | Clasificación para la Eurocopa 2020     |  |
| 20.  | 18 de noviembre de 2020  | Estadio Rey Balduino, Bruselas                        | Dinamarca           | 4–2 | 4-2       | Liga de las Naciones de la UEFA 2020-21 |  |
| 21.  | 24 de marzo de 2021      | Den Dreef Stadion, Lovaina                            | Gales               | 1–1 | 3-1       | Clasificación para el Mundial de 2022   |  |
| 22.  | 17 de junio de 2021      | Parken Stadion, Cophenague                            | Dinamarca           | 1-2 | 1-2       | Eurocopa 2020                           |  |
| 23.  | 16 de noviembre de 2021  | Cardiff City Stadium, Cardiff                         | Gales               | 0-1 | 1-1       | Clasificación para el Mundial de 2022   |  |
| 24.. | 8 de junio de 2022       | Estadio Rey Balduino, Bruselas                        | Polonia             | 2-1 | 6-1       | Liga de las Naciones de la UEFA 2022-23 |  |
| 25.  | 22 de septiembre de 2022 | Estadio Rey Balduino, Bruselas                        | Gales               | 1–0 | 2-1       | Liga de las Naciones de la UEFA 2022-23 |  |
| 26.  | 22 de junio de 2024      | Estadio Rhein Energie, Colonia                        | Rumanía             | 2–0 | 2-0       | Eurocopa 2024                           |  |

## Estadísticas

### Clubes
Actualizado al último partido disputado el 25 de mayo de 2025.
| Club | Div.          | Temporada     | Liga  | Liga  | Liga   | Copas nacionales(1) | Copas nacionales(1) | Copas nacionales(1) | Torneos internacionales(2) | Torneos internacionales(2) | Torneos internacionales(2) | Total | Total | Total  | Media goleadora |
| Club | Div.          | Temporada     | Part. | Goles | Asist. | Part.               | Goles               | Asist.              | Part.                      | Goles                      | Asist.                     | Part. | Goles | Asist. | Media goleadora |
| --- | ------------- | ------------- | ----- | ----- | ------ | ------------------- | ------------------- | ------------------- | -------------------------- | -------------------------- | -------------------------- | ----- | ----- | ------ | --------------- |
| K. R. C. Genk · Bélgica | 1.ª           | 2008-09       | 2     | 0     | 0      | 0                   | 0                   | 0                   | —                          | —                          | —                          | 2     | 0     | 0      | 0               |
| K. R. C. Genk · Bélgica | 1.ª           | 2009-10       | 35    | 3     | 4      | 3                   | 0                   | 0                   | 2                          | 0                          |                            | 40    | 3     | 4      | 0.08            |
| K. R. C. Genk · Bélgica | 1.ª           | 2010-11       | 32    | 5     | 16     | 0                   | 0                   | 0                   | 3                          | 1                          | 1                          | 35    | 6     | 17     | 0.17            |
| K. R. C. Genk · Bélgica | 1.ª           | 2011-12       | 28    | 8     | 14     | 2                   | 0                   | 0                   | 6                          | 0                          | 1                          | 36    | 8     | 15     | 0.22            |
| K. R. C. Genk · Bélgica | Total club    | Total club    | 97    | 16    | 34     | 5                   | 0                   | 0                   | 11                         | 1                          | 2                          | 113   | 17    | 36     | 0.15            |
| Werder Bremen · Alemania | 1.ª           | 2012-13       | 33    | 10    | 9      | 1                   | 0                   | 1                   | —                          | —                          | —                          | 34    | 10    | 10     | 0.29            |
| Werder Bremen · Alemania | Total club    | Total club    | 33    | 10    | 9      | 1                   | 0                   | 1                   | 0                          | 0                          | 0                          | 34    | 10    | 10     | 0.29            |
| Chelsea F. C. Inglaterra | 1.ª           | 2013-14       | 3     | 0     | 1      | 3                   | 0                   | 0                   | 3                          | 0                          | 0                          | 9     | 0     | 1      | 0               |
| Chelsea F. C. Inglaterra | Total club    | Total club    | 3     | 0     | 1      | 3                   | 0                   | 0                   | 3                          | 0                          | 0                          | 9     | 0     | 1      | 0               |
| VfL Wolfsburgo · Alemania | 1.ª           | 2013-14       | 16    | 3     | 6      | 2                   | 0                   | 0                   | —                          | —                          | —                          | 18    | 3     | 6      | 0.17            |
| VfL Wolfsburgo · Alemania | 1.ª           | 2014-15       | 34    | 10    | 20     | 6                   | 1                   | 1                   | 11                         | 5                          | 5                          | 51    | 16    | 26     | 0.31            |
| VfL Wolfsburgo · Alemania | 1.ª           | 2015-16       | 2     | 0     | 0      | 2                   | 1                   | 3                   | 0                          | 0                          | 0                          | 4     | 1     | 3      | 0.25            |
| VfL Wolfsburgo · Alemania | Total club    | Total club    | 52    | 13    | 26     | 10                  | 2                   | 4                   | 11                         | 5                          | 5                          | 73    | 20    | 35     | 0.27            |
| Manchester City F. C. Inglaterra | 1.ª           | 2015-16       | 25    | 7     | 9      | 6                   | 6                   | 4                   | 10                         | 3                          | 0                          | 41    | 16    | 13     | 0.39            |
| Manchester City F. C. Inglaterra | 1.ª           | 2016-17       | 36    | 6     | 18     | 6                   | 0                   | 0                   | 7                          | 1                          | 2                          | 49    | 7     | 20     | 0.14            |
| Manchester City F. C. Inglaterra | 1.ª           | 2017-18       | 37    | 8     | 16     | 7                   | 3                   | 1                   | 8                          | 1                          | 4                          | 52    | 12    | 21     | 0.23            |
| Manchester City F. C. Inglaterra | 1.ª           | 2018-19       | 19    | 2     | 2      | 9                   | 4                   | 5                   | 4                          | 0                          | 4                          | 32    | 6     | 11     | 0.19            |
| Manchester City F. C. Inglaterra | 1.ª           | 2019-20       | 35    | 13    | 20     | 6                   | 1                   | 1                   | 7                          | 2                          | 2                          | 48    | 16    | 23     | 0.34            |
| Manchester City F. C. Inglaterra | 1.ª           | 2020-21       | 25    | 6     | 12     | 7                   | 1                   | 2                   | 8                          | 3                          | 4                          | 40    | 10    | 18     | 0.25            |
| Manchester City F. C. Inglaterra | 1.ª           | 2021-22       | 30    | 15    | 8      | 5                   | 2                   | 3                   | 10                         | 2                          | 4                          | 45    | 19    | 15     | 0.42            |
| Manchester City F. C. Inglaterra | 1.ª           | 2022-23       | 32    | 7     | 16     | 7                   | 1                   | 6                   | 10                         | 2                          | 7                          | 49    | 10    | 29     | 0.2             |
| Manchester City F. C. Inglaterra | 1.ª           | 2023-24       | 18    | 4     | 10     | 6                   | 0                   | 6                   | 2                          | 2                          | 2                          | 26    | 6     | 18     | 0.25            |
| Manchester City F. C. Inglaterra | 1.ª           | 2024-25       | 28    | 4     | 7      | 5                   | 2                   | 1                   | 7                          | 0                          | 0                          | 40    | 6     | 8      | 0.15            |
| Manchester City F. C. Inglaterra | Total club    | Total club    | 285   | 72    | 118    | 64                  | 19                  | 29                  | 73                         | 16                         | 29                         | 422   | 108   | 176    | 0.26            |
| S. S. C. Napoli · Italia | 1.ª           | 2025-26       | 0     | 0     | 0      | 0                   | 0                   | 0                   | 0                          | 0                          | 0                          | 0     | 0     | 0      | 0               |
| S. S. C. Napoli · Italia | Total club    | Total club    | 0     | 0     | 0      | 0                   | 0                   | 0                   | 0                          | 0                          | 0                          | 0     | 0     | 0      | 0               |
| Total carrera | Total carrera | Total carrera | 470   | 111   | 188    | 83                  | 20                  | 34                  | 98                         | 22                         | 36                         | 651   | 155   | 260    | 0.24            |
| (1) Incluye datos de Copa de Bélgica, Supercopa de Bélgica, Capital One Cup, FA Cup, Community Shield, Copa de Alemania, Supercopa de Alemania. (2) Incluye datos de UEFA Europa League, UEFA Champions League. |               |               |       |       |        |                     |                     |                     |                            |                            |                            |       |       |        |                 |

### Selección nacional
Actualizado al último partido, 4-3 vs Gales diputado el 9 de junio de 2025.
| Selección | Año   | Amistosos | Amistosos | Amistosos | Continental | Continental | Continental | Eliminatorias | Eliminatorias | Eliminatorias | Mundial     | Mundial     | Mundial     | Total | Total | Total  | Media goleadora |
| Selección | Año   | Part.     | Goles     | Asist.    | Part.       | Goles       | Asist.      | Part.         | Goles         | Asist.        | Part.       | Goles       | Asist.      | Part. | Goles | Asist. | Media goleadora |
| --------- | ----- | --------- | --------- | --------- | ----------- | ----------- | ----------- | ------------- | ------------- | ------------- | ----------- | ----------- | ----------- | ----- | ----- | ------ | --------------- |
| Bélgica   | 2010  | 1         | –         | –         | Inexistente | Inexistente | Inexistente | –             | –             | –             | –           | –           | –           | 1     | 0     | 0      | 0               |
| Bélgica   | 2011  | 1         | –         | –         | Inexistente | Inexistente | Inexistente | –             | –             | –             | Inexistente | Inexistente | Inexistente | 1     | 0     | 0      | 0               |
| Bélgica   | 2012  | 2         | –         | –         | –           | –           | –           | 4             | 1             | 2             | Inexistente | Inexistente | Inexistente | 6     | 1     | 2      | 0.17            |
| Bélgica   | 2013  | 5         | –         | 3         | Inexistente | Inexistente | Inexistente | 6             | 3             | 2             | Inexistente | Inexistente | Inexistente | 11    | 3     | 5      | 0.27            |
| Bélgica   | 2014  | 4         | 1         | 3         | Inexistente | Inexistente | Inexistente | 3             | 2             | 1             | 4           | 1           | 2           | 11    | 4     | 6      | 0.36            |
| Bélgica   | 2015  | 1         | 1         | 1         | Inexistente | Inexistente | Inexistente | 7             | 3             | 2             | Inexistente | Inexistente | Inexistente | 8     | 4     | 3      | 0.38            |
| Bélgica   | 2016  | 5         | 1         | 2         | 5           | –           | 3           | 2             | –             | 1             | Inexistente | Inexistente | Inexistente | 12    | 1     | 6      | 0.08            |
| Bélgica   | 2017  | 3         | –         | –         | Inexistente | Inexistente | Inexistente | 5             | –             | 3             | Inexistente | Inexistente | Inexistente | 8     | 0     | 3      | 0               |
| Bélgica   | 2018  | 4         | 1         | 2         | Inexistente | Inexistente | Inexistente | –             | –             | –             | 6           | 1           | 2           | 10    | 2     | 4      | 0.2             |
| Bélgica   | 2019  | –         | –         | –         | Inexistente | Inexistente | Inexistente | 6             | 4             | 7             | Inexistente | Inexistente | Inexistente | 6     | 4     | 7      | 0.67            |
| Bélgica   | 2020  | –         | –         | –         | 4           | 1           | 3           | –             | –             | –             | Inexistente | Inexistente | Inexistente | 4     | 1     | 3      | 0.25            |
| Bélgica   | 2021  | –         | –         | –         | 6           | 1           | 5           | 4             | 2             | 2             | Inexistente | Inexistente | Inexistente | 10    | 3     | 7      | 0.3             |
| Bélgica   | 2022  | 1         | –         | –         | 5           | 2           | 1           | –             | –             | –             | 3           | –           | –           | 9     | 2     | 1      | 0.22            |
| Bélgica   | 2023  | 1         | 1         | 2         | Inexistente | Inexistente | Inexistente | 1             | –             | –             | Inexistente | Inexistente | Inexistente | 2     | 1     | 2      | 0.5             |
| Bélgica   | 2024  | 2         | 1         | 0         | 6           | 3           | 0           | –             | –             | –             | Inexistente | Inexistente | Inexistente | 8     | 4     | 0      | 0.5             |
| Bélgica   | 2025  | –         | –         | –         | 2           | 0           | 2           | 2             | 1             | 0             | Inexistente | Inexistente | Inexistente | 4     | 1     | 2      | 0.3             |
| Total     | Total | 30        | 6         | 13        | 28          | 7           | 14          | 40            | 16            | 20            | 13          | 2           | 4           | 111   | 31    | 51     | 0.28            |
| 1. 2.     |       |           |           |           |             |             |             |               |               |               |             |             |             |       |       |        |                 |

### Resumen estadístico
| División              | Partidos | Goles | Asistencias |
| --------------------- | -------- | ----- | ----------- |
| Ligas                 | 470      | 111   | 188         |
| Copas nacionales      | 83       | 20    | 34          |
| Copas internacionales | 98       | 22    | 36          |
| Selección de Bélgica  | 111      | 31    | 51          |
| Total                 | 762      | 184   | 309         |

## Palmarés

### Títulos nacionales
| Título                | Club            | País       | Año  |
| --------------------- | --------------- | ---------- | ---- |
| Copa de Bélgica       | K. R. C. Genk   | Bélgica    | 2009 |
| Liga de Bélgica       | K. R. C. Genk   | Bélgica    | 2011 |
| Supercopa de Bélgica  | K. R. C. Genk   | Bélgica    | 2011 |
| Copa de Alemania      | VfL Wolfsburgo  | Alemania   | 2015 |
| Supercopa de Alemania | VfL Wolfsburgo  | Alemania   | 2015 |
| Copa de la Liga       | Manchester City | Inglaterra | 2016 |
| Copa de la Liga       | Manchester City | Inglaterra | 2018 |
| Premier League        | Manchester City | Inglaterra | 2018 |
| Community Shield      | Manchester City | Inglaterra | 2018 |
| Copa de la Liga       | Manchester City | Inglaterra | 2019 |
| Premier League        | Manchester City | Inglaterra | 2019 |
| FA Cup                | Manchester City | Inglaterra | 2019 |
| Community Shield      | Manchester City | Inglaterra | 2019 |
| Copa de la Liga       | Manchester City | Inglaterra | 2020 |
| Copa de la Liga       | Manchester City | Inglaterra | 2021 |
| Premier League        | Manchester City | Inglaterra | 2021 |
| Premier League        | Manchester City | Inglaterra | 2022 |
| Premier League        | Manchester City | Inglaterra | 2023 |
| FA Cup                | Manchester City | Inglaterra | 2023 |
| Premier League        | Manchester City | Inglaterra | 2024 |
| Community Shield      | Manchester City | Inglaterra | 2024 |

### Títulos internacionales
| Título                            | Club                  | Sede           | Año  |
| --------------------------------- | --------------------- | -------------- | ---- |
| Liga de Campeones de la UEFA      | Manchester City F. C. | Estambul       | 2023 |
| Supercopa de Europa               | Manchester City F. C. | El Pireo       | 2023 |
| Copa Mundial de Clubes de la FIFA | Manchester City F. C. | Arabia Saudita | 2023 |

### Distinciones individuales
| Distinción                                                       | Año                          |
| ---------------------------------------------------------------- | ---------------------------- |
| Etihad Player of the Year                                        | 2016, 2018, 2020             |
| Máximo asistente de la Premier League                            | 2017, 2018, 2020 2023        |
| Equipo del año de la UEFA                                        | 2017, 2019, 2020, 2022, 2023 |
| PFA Team of the Year                                             | 2018, 2020, 2021             |
| MVP contra Brasil en la Copa Mundial de Fútbol                   | 2018                         |
| Mejor creador de juego de la Premier League                      | 2018, 2020                   |
| Equipo ideal de la Liga de Campeones de la UEFA                  | 2018, 2019, 2021, 2022, 2023 |
| Premio PFA al jugador del año                                    | 2020, 2021                   |
| Centrocampista del Año de la UEFA                                | 2020                         |
| Premio IFFHS – Mejor constructor de juego del mundo              | 2020, 2021, 2023             |
| Balón de Bronce                                                  | 2022                         |
| Parte de los 100 mejores jugadores del mundo, según The Guardian | 2022                         |
| Máximo asistente de la Liga de Campeones de la UEFA              | 2023                         |
| Jugador del partido vs Rumania - Eurocopa                        | 2024                         |
| Jugador del partido vs Ucrania - Eurocopa                        | 2024                         |